# Асеријати
Асеријати или Осеријати су били илирско племе које је живјело у средњем току Саве. које помиње Плиније, су једна од знатнијих заједница Либурније (pp. 11. Слободан Чаче, Асерија у античким писаним изврима, ASSERIA, 1, 2003., 7-43). Они су „уживали имунитет” у Асерији. Асеријати су подигли славолук цару Трајану на једном од улаза у тај град. Име племена вјероватно је сатемско и потиче од индоевропског корјена „егхеро” (језеро).